# ですか
ですかは、高知県内の路面電車・バス等で使用できる乗車カードの名称、および同カードの運営会社である株式会社ですかの商号。

## 概要
2009年1月25日サービス開始。2008年9月23日に開催されたイベント「交通安全ひろば」（四国統一公共交通利用促進イベントと同時開催）の体験イベントで、市民に初めてお披露目された。
カードの名称は、電車の「で」、バスの「す」、カードの「か」に由来し、「電車でもバスでも利用できるカード」を意味する。また「ですか」の導入は、環境省の「省CO2型都市づくりのための面的対策推進事業」による採択事業の一環となっている。ウェブサイトやパンフレットなどに登場するキャラクターは公募により「ですかちゃん」と命名された。
「ですか」発行に伴い、導入前日の2009年1月24日をもって紙式回数乗車券の販売を終了した。発行済の紙式回数券は無期限で使用できるが、土佐電気鉄道（当時）の電車・バスと高知県交通（当時）のバスの回数券共通利用は2009年12月31日をもって終了された。さらに土佐電気鉄道の路面電車市内線で定期運転されていた外国製車両は全車が「ですか」非対応のため、「ですか」導入と同時に定期運用が消滅した。さらに、土佐電気鉄道が高齢者向けに発行していた「よさこいいきいきフリーパス」も利用者低迷により廃止された（ただし有効期限までの間は利用可能）。
日本の交通系ICカードでは珍しく、インターネットでも購入可能だったが、2024年7月時点では購入できない。

## 利用可能エリア
- とさでん交通[注釈 1] - 電車・バス
  - 従来、旧土佐電鉄の電車では、はりまや橋での乗換時は乗換券、乗車した電車の終着より先に行く場合は乗継券が必要であったが、「ですか」利用時はそれらを必要とせず自動的に乗換・乗継が認識される。また、バス定期券の有効区間に電車並走区間が含まれていれば、その区間に限り差額なしで電車の利用も可能である（電車定期券では不可）。
- 県交北部交通
- 高知東部交通
- 高知西南交通 - 高速バスを除く全線で利用可能
- 高知高陵交通
- 高知駅前観光 - 空港連絡バス
- ジェイアール四国バス - 大栃線
- 四万十交通
- いの町営バス - 伊野循環線（コミュニティバス）
- 土佐市観光[3] - 土佐市ドラゴンバス（コミュニティバス）[4]

高速バスについては、とさでん交通が共同運行する高速バスの乗車券を、一部窓口にてSF機能によるチャージ額から差し引きによる支払いで購入可能（高速バス車内での精算は不可）。また、電車・バス乗車時に1枚のカードで複数人の運賃の支払い、複数枚のカード残額を合算しての支払い、カード残額と現金を組み合わせての支払いはできない。

## 沿革
- 2002年2月25日 - JR四国と私鉄3社で共通利用できる交通系ICカードを2014年を目処に導入することで合意。
- 2008年（平成20年）7月16日 - 土佐電気鉄道と高知県交通が株式会社ですかを設立[5]。
- 2009年（平成21年）
  - 1月7日 - 「ですか」販売開始。開始時点では、はりまや橋サービスセンターのみの販売。
  - 1月11日 - 高知大丸・ひろめ広場の2カ所で「ですか」オープニング記念カードを限定1,800枚販売[6]。
  - 1月25日 - 「ですか」導入開始。
  - 8月7日 - マスコットキャラクター「ですかちゃん」命名記念カードを限定1,800枚発売。
  - 12月26日 - 記念カード第3弾として、坂本龍馬の写真と龍馬が表書きで使用した「坂本龍」の文字が描かれ、地域ポイント「めぐりん」機能を付与した「龍馬カード」を発売。
- 2011年（平成23年）
  - 10月1日 - 高知東部交通で利用開始。
- 2016年（平成28年）
  - 5月10日 - 高知高陵交通、高知駅前観光、ジェイアール四国バス大栃線で利用開始。
  - 5月24日 - 高知西南交通（一部路線を除く）で利用開始。
  - 8月31日 - 「ですか」流通枚数が10万枚を突破[7]。
- 2017年（平成29年）4月1日 - 高知西南交通のうち未対応だった大月町エリア・大井川エリア・中村まちバス、および四万十交通で利用開始。

## カード券種
「ですか」には、無記名式（大人用カードのみ）・記名式の2種類あり、記名式には定期券機能も付加できるようになっている。また、年齢別に3つのタイプがラインナップされている。
- 大人用カード（大人障害者・介護用カードでは、発行日から1年が有効期間）
- 小児用カード（発行できるのは小学生で、12歳の4月1日までが有効期間）
- ナイスエイジ（65歳以上の高齢者が利用可能）

無記名式及び記名式（定期券機能付きを除く）「ですか」の発売額は2,000円（うちデポジット500円）で、払い戻し時には200円の手数料が必要。当初は残高が0円で返却すると「ですか」はデポジットから手数料200円を引いた300円が払い戻される仕様だった、のちに残高0円で返却する場合の手数料が不要となり、他社の交通系ICカードと同様にデポジットの500円が払い戻されるよう変更された。

## ですかポイント
「ですか」のSF機能による1カ月ごとの利用額に応じて「ですかポイント」を5%（ナイスエイジでは10%）貯めることができる。1ポイント=1円相当として換算される。翌月5日にはポイントが確定され、貯めたポイントが最低1,000ポイント単位で「ですか」へのチャージが可能となる。ただしポイントの有効期限は、月ごとのポイント蓄積の末日から2年間となり、それを過ぎると失効する。1000ポイント以上貯まっても自動還元されないため、有効期限内に「ですか」窓口での手続きが必要となる。

## 割引サービス
- ノーマイカーデイ - 県民交通安全の日である毎月20日（土休日に当たる場合は翌平日）には、SFによる利用が運賃10%割引となる。
- パスポートサービス - 土休日および年末年始期間には、例えば小児用カード（パスポート機能が標準装備）では電車・バス全線利用で、小児運賃が更に半額となる。
- オート1dayサービス - バスの市内均一区間で、大人500円で一日乗り放題となる。初回と2回目乗車時は190円（均一区間料金）、3回目120円となり4回目以降0円となる。

## 共通利用の可能性
2002年2月、土佐電気鉄道とJR四国・高松琴平電気鉄道・伊予鉄道の4社は、2014年を目処に共通利用できるカード乗車券を導入することで合意していた。
「ですか」のサービス開始により、JRを除く3社は交通系ICカードの導入を完了したが、JR四国は2010年時点でも投資効果などから当面交通系ICカード乗車券の導入予定はないと自社ウェブサイトに記載していた。
2010年に就任したJR四国の泉雅文社長は、就任決定時の記者会見で、将来的に交通系ICカード乗車券の導入を進める考えを示し「4- 5年程度でセットしないといけない」と述べたが、共通カード構想については言及しなかった。その後、2012年7月30日にJR四国はJR西日本とともに、2014年春以降、予讃線の一部と瀬戸大橋線へICOCAを導入する予定であると発表し、2014年3月より香川県内で運用が開始された。また、JR四国として独自のICカードは導入しない予定であるとした。JR四国のICOCA導入発表後に、四国の他のICカード乗車券との相互利用についての見解は後述のIruCaを除いて表明されていない。このため、共通利用が実現するかどうかは不透明な情勢となっている。なお、IruCa（およびICOCA）が日本鉄道サイバネティクス協議会策定の「サイバネ規格」を採用しているのに対し「ですか」やICい〜カードは非サイバネ規格であるため、現在のカードでは短期的な共通化は困難との指摘がある。
国土交通省は、2015年7月15日に公表した「交通系ICカードの普及・利便性拡大に向けた検討会 とりまとめ」の中で、「ですか」を含む交通系ICカード全国相互利用サービス対象外となっている「地域独自カード」について、全国相互利用可能10カードの「片利用共通接続システム」を構築することで、全国相互利用可能10カードを独自カード導入交通機関で利用可能にすることを検討するとした。この方針に沿って、サイバネ規格のIruCaについては、2018年3月3日より「片乗り入れ」の形で、全国相互利用サービス対象の交通系ICカードが高松琴平電気鉄道の電車路線で利用可能となり、1年後の2019年3月2日からはことでんバスでも同様の利用が可能となった。